# Beer & Soft Drinks Industry
Die Beer & Soft Drinks Industry ist seit 1994 eine internationale Fachmesse für Bier und alkoholfreie Getränke und die größte Fachausstellung der Getränkeindustrie in der Ukraine.
Die Messe findet alljährlich im September auf dem Gelände des Expocenter der Ukraine in der Hauptstadt Kiew statt. Im Rahmen der Ausstellung werden traditionsgemäß der „Nationale Biertag der Ukraine“, die Fachmesse für Wein und alkoholische Getränke „InAlcoWin“ und die Fachmesse „Fast Food Industry“ durchgeführt.

## Veranstalter
Die „Beer & Soft Drinks Industry“ wird u. a. veranstaltet von der AgroExpo, die ebenfalls die Landwirtschaftsmesse AGRO repräsentiert. Die Fachmesse steht unter der Schirmherrschaft des Ministeriums für Agrarpolitik der Ukraine, der Ukrainischen Akademie der Agrarwissenschaften und des Ministeriums für Industriepolitik der Ukraine.

## Rückblick
Auf der Beer & Soft Drinks Industry 2008 stellten 154 in- und ausländische Firmen auf einer Ausstellungsfläche von 3.200 m² aus. Mehr als 3.600 Fachbesucher konnten im Jahr 2008 insgesamt auf den Messen gezählt werden. Auf der „Beer & Soft Drinks Industry“ wurde ein umfangreiches Rahmenprogramm mit Konferenzen, Seminaren, Round Tables und Präsentationen angeboten.